# Lov (by)
 For alternative betydninger, se Lov. (Se også artikler, som begynder med Lov)
Lov er en lille by på Sydsjælland med 570 indbyggere  (2024), beliggende i Hammer Sogn syd for Næstved. Byen ligger i Næstved Kommune og tilhører Region Sjælland.
Tidligere var det en livlig by med bageri, slagter og andre små forretninger. I dag er der en lille privatskole i byens største gade, Hovedgaden. Herudover er byen hjemsted for Sydsjællands største kræmmermarked og fodboldklubben FK Sydsjælland 05. Håndboldspilleren Lars Jørgensen er opvokset i Lov.

## Etymologi
Lov nævnes første gang i 1331 som Løwæ/Lowæ, senere i 1401 som Lofue og i 1771 som Lou. I mange år indtil nutiden har stavemåden for byen skiftet imellem at være Lov og Lou, men Lov blev efterhånden standarden.
Betydningen af navnet på Lov er usikkert:
En teori fremtræder i Philip Borries' bog, "Omkring Landsbykirken - Hammer og Lundby sogne", fra 1934. Hans teori for bynavnet baserer på den første, ældste originalform fra 1331, Løwæ. Her påstar han, at bynavnet Lov kommer fra det gammeldanske Løwæ der betyder løve. Årsagen til at byen skulle være opkaldt efter en løve, er uvist.
En anden teori kommer fra Hald(?). Hans teori for bynavnet baserer på den anden ældste originalform fra 1331, Lowæ. Ifølge Hald stammer bynavnet sandsynligvis fra det gammeldanske ord "lovi", som er et ord, der betyder "håndflade, håndens inderside, håndfuld." Dette ord findes stadig i dialekter, og kan f.eks. betyde "en håndfuld uld". Det er uklart, hvilken terrænformation der refereres til med navnet, men det kunne muligvis henvise til en fordybning i den østlige, bakket del af sognet.

## Historie

### Familien Rud
Lov by skulle, eftersigende, været ejet af familien Rud i en længere periode indtil midten af det 14. århundrede. Samme familie ejede også Pederstrup. Den sidste ejer af Lov var Fru Kirstine Rud af Løwæ(Lov).
Stedet hvor familien Rud boede(formentlig en borg), er ukendt da der ikke findes andre nedskrevne kilder eller spor fra den.
I 1348 blev byen konfiskeret af Valdemar Atterdag som straf for Kirstines forældres handlinger mod kongen og kronen.
I 1401 blev Lov givet som gave af Margrethe 1. til Gavnø Kloster ved dets grundlæggelse. Byen forblev en del af Gavnø Klosterets ejendomme helt indtil det 16. århundrede da klosteret blev opløst grundet Reformationen, og de fleste gårde i byen blev solgt til arvefæste.

### Skolerne
I 1898 åbnede Lov Hovedskole, og i 1937 åbnede Lov Forskole. Begge skoler lukkede i 1960, da den nye og moderne Hammer Sogneskole blev bygget færdigt. Alle elever og lærere blev flyttet med over til den nye skole.

### Jernbanen
Lov havde en station(senere nedsat til trinbræt) fra 1870 til 1982 på Roskilde-Køge-Næstved-Masnedsund-banen. Den gamle stationsbygning blev nedrevet i 2018.